# قرار مجلس الأمن التابع للأمم المتحدة رقم 2033
قرار مجلس الأمن التابع للأمم المتحدة رقم 2033، المتخذ بالإجماع في 12 يناير 2012 بشأن العلاقة مع الاتحاد الأفريقي فيما يتعلق بمنع النزاعات.

## روابط خارجية
- نص القرار في undocs.org